# Sciomesa oberthueri
Sciomesa oberthueri är en fjärilsart som beskrevs av Pierre E.L. Viette 1967. Sciomesa oberthueri ingår i släktet Sciomesa och familjen nattflyn. Inga underarter finns listade.